# Берви (заказник)
Берви — ботанічний заказник місцевого значення. Об'єкт розташований на території Житомирського району Житомирської області, ДП «Радомишльське ЛМГ», Поташнянське лісництво, кв. 46, вид. 22—38; кв. 47, вид. 1—28; кв. 48, вид. 1—23; кв. 49, вид. 1—15; кв. 60, вид. 1—9; кв. 61, вид. 1—24; кв. 62, вид. 1—12.
Площа — 392 га, статус отриманий у 1982 році.